# Cohiniac
Cohiniac (bretonisch: Kaouennieg) ist eine französische Gemeinde mit 397 Einwohnern  (Stand: 1. Januar 2022) im Département Côtes-d’Armor in der Region Bretagne.

## Geographie
Umgeben wird Cohiniac von der Gemeinde Boqueho im Norden und von Saint-Donan im Westen.

## Bevölkerungsentwicklung
| 1962 | 1968 | 1975 | 1982 | 1990 | 1999 | 2008 | 2012 |
| 397  | 408  | 393  | 390  | 370  | 351  | 350  | 409  |

## Baudenkmäler
Siehe: Liste der Monuments historiques in Cohiniac